# Khỉ đầu chó
Papio, tiếng Việt gọi là khỉ đầu chó hay gọi tắt là khỉ chó, là một chi động vật có vú trong họ Cercopithecidae, bộ Linh trưởng. Chi này được Erxleben miêu tả năm 1777. Loài điển hình của chi này là Cynocephalus papio Desmarest, 1820 (= Simia hamadryas Linnaeus, 1758). Chi này thuộc phân họ Cercopithecinae, tổng cộng có năm loài. Chúng có kích thước và trọng lượng khác nhau. Khỉ đầu chó Guinea dài 50 cm (20 in) và nặng chỉ 14 kg (30 lb) còn loài lớn nhất là khỉ đầu chó Chacma có thể dài 120 cm (47 in) và cân nặng 40 kg (90 lb).

## Các loài
Chi này gồm các loài:
- Papio hamadryas: Khỉ đầu chó Hamadryas
- Papio papio: Khỉ đầu chó Guinea
- Papio anubis: Khỉ đầu chó ô liu
- Papio cynocephalus: Khỉ đầu chó vàng
- Papio ursinus: Khỉ đầu chó Chacma

## Hình ảnh

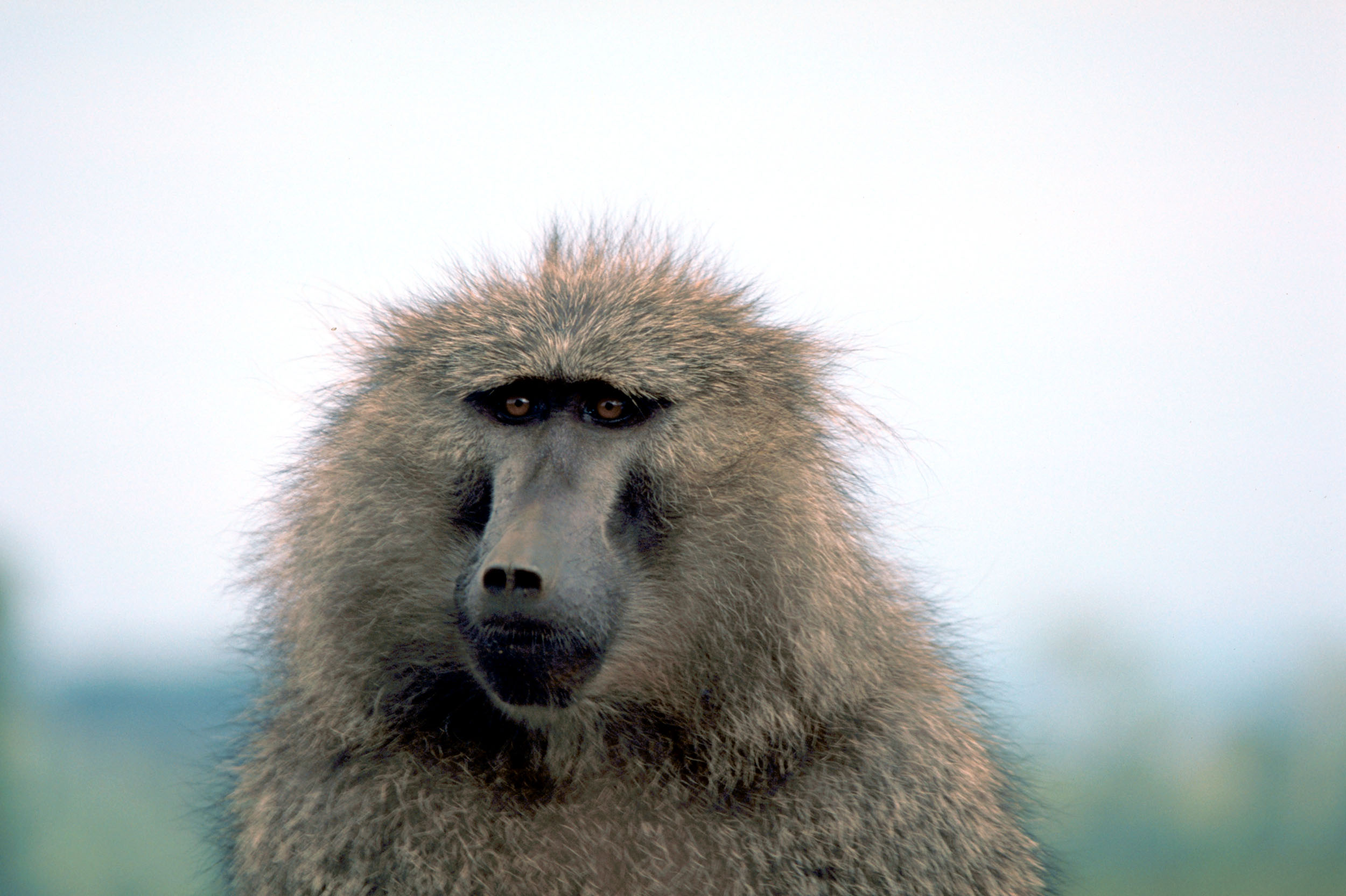
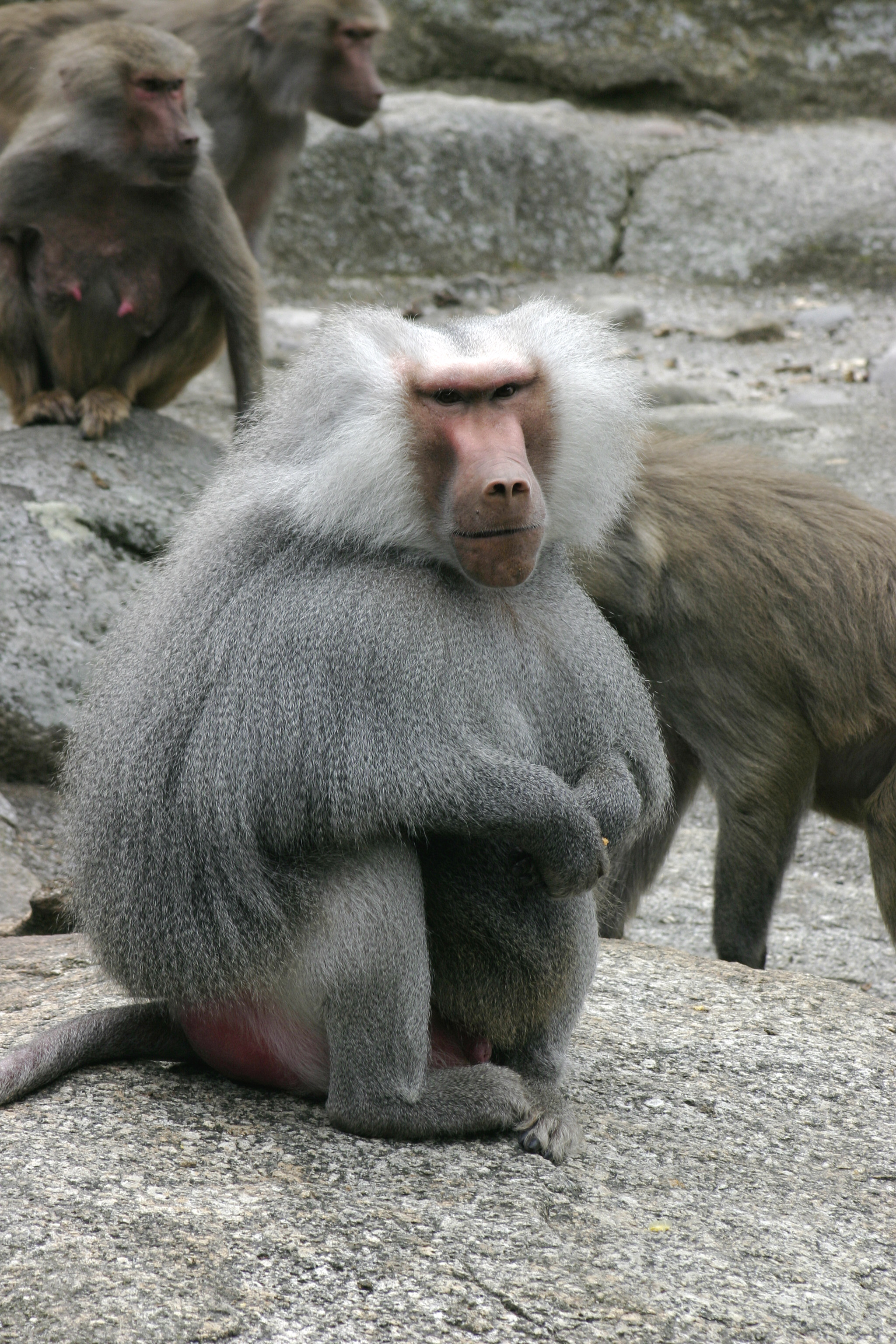
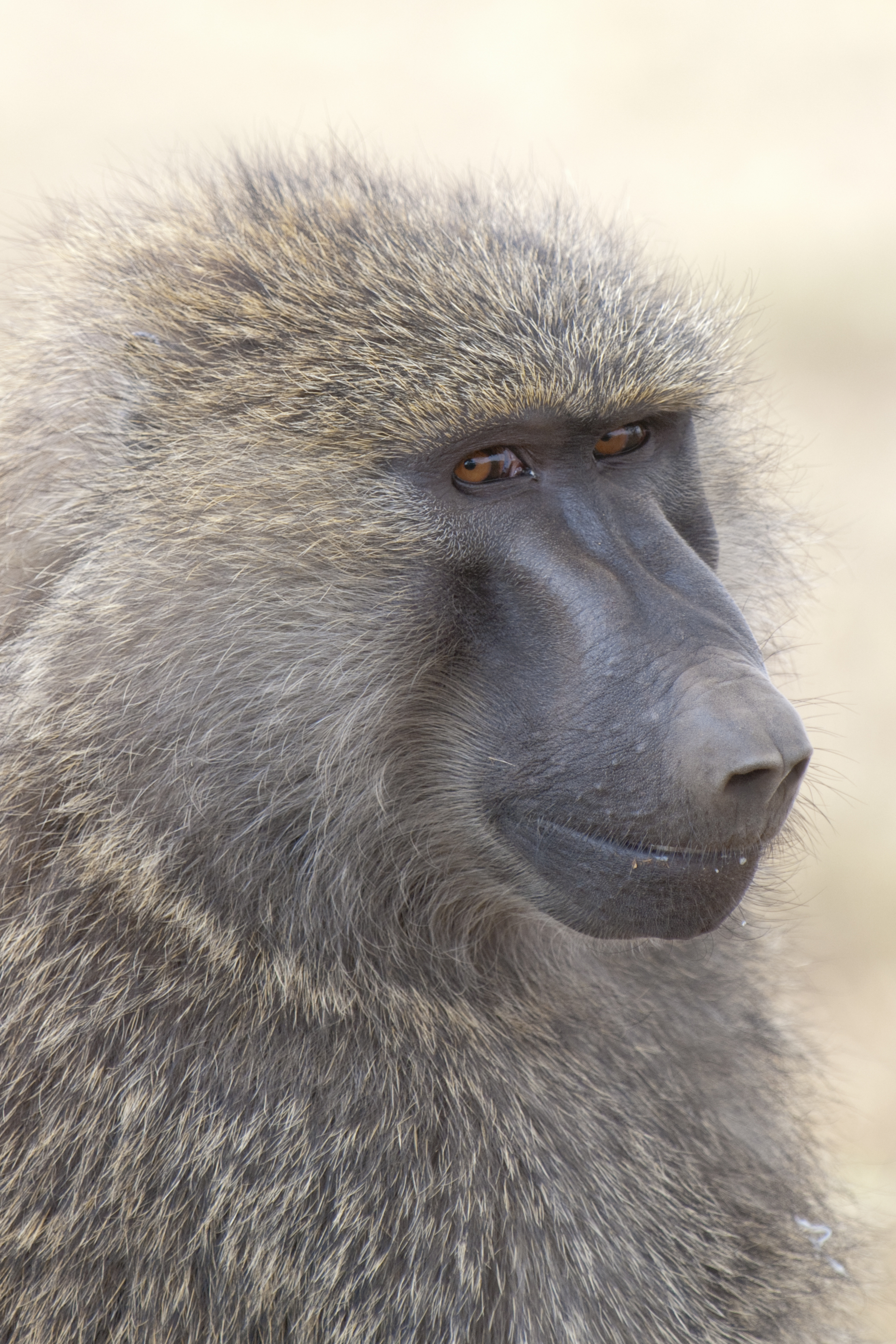
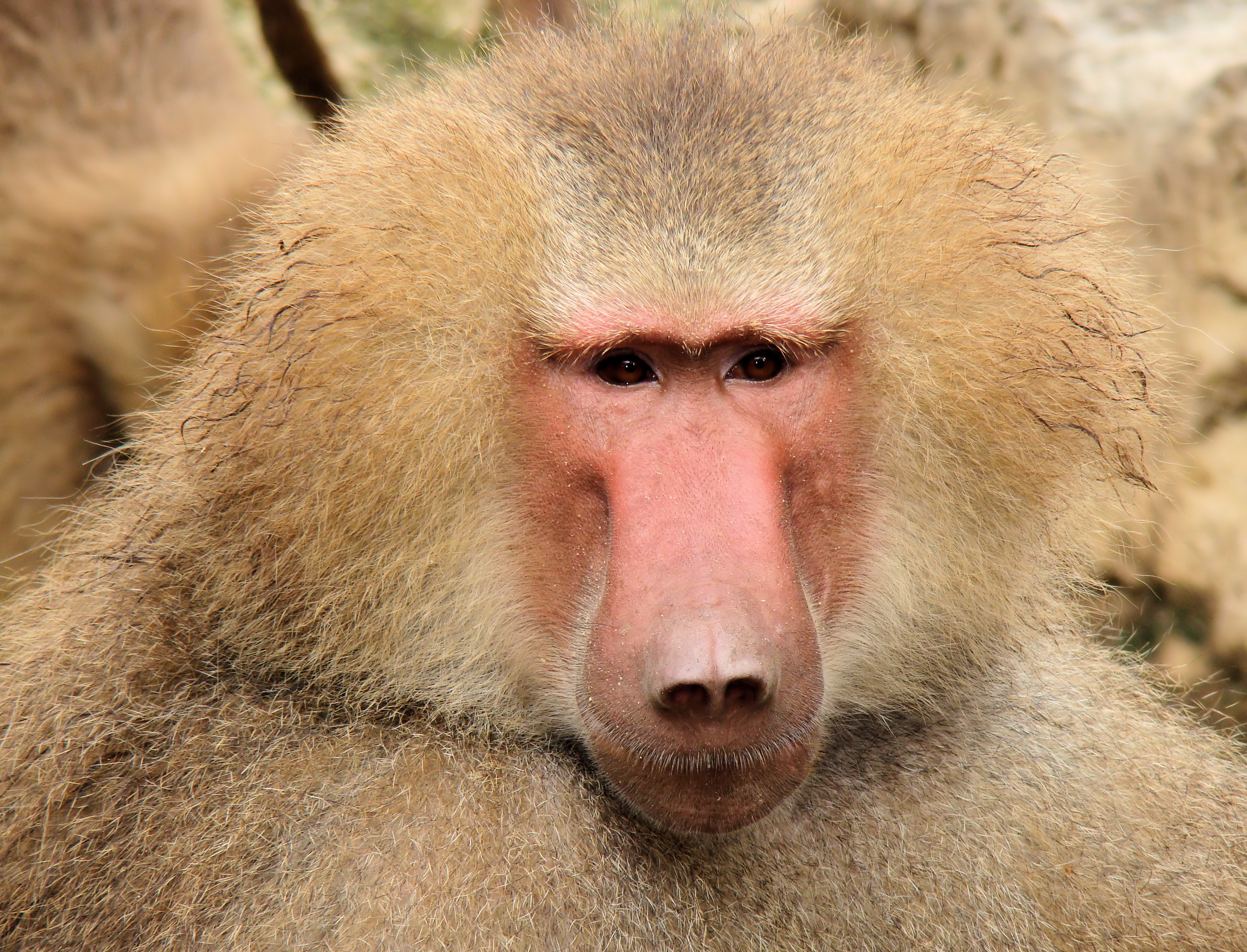